# Аль пастор
Аль пастор, тако аль пастор (исп. Al pastor, Taco al pastor; в переводе — «по-пастушьи») — тако, приготовленное на вертеле со свининой. Основан на шаурме из ягненка, завезённой ливанскими иммигрантами в Мексику. Само тако аль пастор сочетает в себе традиционные ближневосточные специи с местными специями из Центральной Мексики. Это тако является популярной уличной едой в Центральной Америке и Соединенных Штатах Америки. В некоторых регионах на севере Мексики оно известно под другими названиями: в Нижней Калифорнии оно известно как тако де адобада (исп. Taco de adobada), а в Монтеррейе и на северо-востоке Мексики — как тако де тромпо (исп. Taco de trompo). Существует аналогичное блюдо и в Пуэбле, но с другими специями — тако арабес (исп. Taco árabes).

## История
В XIX веке вариации мясного блюда, приготовленного на вертеле, известного под разными названиями, начали распространяться по всей Османской империи. В конце XIX и начале XX веков волна ливанских иммигрантов, в основном не имеющих религиозных ограничений на употребление в пищу свинины, прибыла в Мексику и распространила по стране арабскую версию шаурмы. В 1960-х годах мексиканские потомки этих иммигрантов начали открывать свои собственные рестораны и сочетать кулинарное наследие их предков с мексиканской кухней. Будучи придуманным на основе шаурмы, это тако также похоже на турецкий дёнер-кебаб и греческий гирос.

## Способ приготовления
Свинина маринуется в сочетании с сушеным перцем чили, различными специями, ананасом и, как правило, пастой аннато, затем медленно готовится на углях или на газовом пламени на вертикальном вертеле, называемом тромпо (с исп. — «волчок»). Чили гуахильо, чеснок, зира (тмин), гвоздика, лавровый лист и уксус являются главными ингредиентами этого блюда, вместе с корицей, сушеной мексиканской душицей, кориандром и черным перцем, встречающимся во многих его вариантах.
Ломтики свежего лука и ананаса обычно размещаются в верхней и нижней части вертикального вертела «тромпо». Мясо тонко нарезают с вертела большим ножом в небольшую кукурузную тортилью и подают с мелко нарезанным луком, кинзой и нарезанными кубиками ананаса. Долька лимона или лайма и сальса — дополнительные ингредиенты. Мясо, приготовленное таким образом, также является распространенным ингредиентом в таких блюдах, как гринго, аламбре, хуараче, торта (лепёшки) и пицца.

## Виды
В некоторых штатах на севере Мексики, таких как Нуэво-Леон, Дуранго и Чиуауа, тако аль пастор обычно называют тако де тромпо (исп. Taco de trompo), если оно подаётся на кукурузной тортилье или гринго (исп. Gringas), и если оно подаётся с сыром на мучной тортилье.
Существует аналогичное тако аль пастор блюдо, которое называется тако арабес (исп. Taco árabes). Оно возникло в Пуэбле в 1930-х годах из арабско-мексиканской кухни. В тако арабесе используется мясо, похожее на то, что применяется в шаурме, но подаётся оно в особой пите, называемой пан арабе (исп. pan árabe). С недавних пор это тако было завезено мексиканскими иммигрантами в Соединенные Штаты Америки и стало популярным в таких городах, как Чикаго и Лос-Анджелес — двух крупнейших мексиканско-американских населенных пунктах в США.
Куриная версия тако, маринованная как аль пастор, была завезена на Ближний Восток в начале 2000-х годов и продавалась как «мексиканская шаурма». Обычно подается в ближневосточном стиле — с чесночным майонезом, маринованными огурцами и картофелем фри, завёрнутым в тонкую лепёшку.